# Русија на Песми Евровизије
Русија је до сада наступила на евровизијској сцени укупно 23 пута. Деби наступ десио се 1994. године у Даблину, након што је Русија постала чланица ЕРУ, а представљала ју је певачица Маша Кац (уметнички Јудиф, Юдифь) и такмичење је завршила на 9. месту. На Београдској Евровизији 2008. године Русија је остварила свој највећи успех у Евровизијској историји јер је Дима Билан са песмом "Believe" освојио прво место. Захваљујући Билановом успеху, Русија је организовала Евровизију 2009. године у Москви. Поред Биланове победе, руски музичари су успели да се још 4 пута уврсте међу 3 најбоља такмичара, од тога два пута су освојили друго место (за Алсу 2000. и Биланом 2006), док су се „бронзом“ окитиле две групе, t.A.T.u 2003. (девојке је од победе делило само 3 поена) и Серебро 2007. године.
За избор песме представнице Русије на Евровизији задужена су два јавна емитера, који се смењују сваке године. То су: 
- РТР (канал Русија 1; Россия 1): 1994, 1996, 2008, 2010, 2012
- ОРТ (Први канал; Первый канал): 1995, 1997, 1999—2007, 2009, 2011
- Године 1998. ОРТ није преносила Евровизију у знак протеста због лоших резултата у ранијим наступима (а Русија није учествовала у такмичењу).

25. фебруара 2022. године ЕРУ је објавила да је Русија дисквалификована са Песме Евровизије 2022. због руске инвазије на Украјину 2022. Касније су руске телевизије избачене из ЕРУ чиме је онемогућено даље учешће Русије на такмичењу.

## Учесници
| Година    | Извођач             | Песма            | Финале            | Финале            | Полуфинале       | Полуфинале       |                  |
| Година    | Извођач             | Песма            | Место             | Поени             | Место            | Поени            |                  |
| --------- | ------------------- | ---------------- | ----------------- | ----------------- | ---------------- | ---------------- | ---------------- |
| 1994      | Јудиф               |                  | 9                 | 70                |                  |                  |                  |
| 1995      | Филип Киркоров      |                  | 17                | 17                |                  |                  |                  |
| 1996      | Андреј Косински     |                  | Нису се пласирали | Нису се пласирали | 26               | 14               |                  |
| 1997      | Ала Пугачова        |                  | 15                | 33                |                  |                  |                  |
| 1998–1999 | Није учествовала    | Није учествовала | Није учествовала  | Није учествовала  | Није учествовала | Није учествовала | Није учествовала |
| 2000      | Алсу                |                  | 2                 | 155               |                  |                  |                  |
| 2001      | Мумиј Трољ          |                  | 12                | 37                |                  |                  |                  |
| 2002      | Премјер-министр     |                  | 10                | 55                |                  |                  |                  |
| 2003      |                     |                  | 3                 | 164               |                  |                  |                  |
| 2004      | Јулија Савичева     |                  | 11                | 67                | Топ 12 из 2003.  | Топ 12 из 2003.  |                  |
| 2005      | Наталија Подољскаја |                  | 15                | 57                | Топ 12 из 2004.  | Топ 12 из 2004.  |                  |
| 2006      | Дима Билан          |                  | 2                 | 248               | 2                | 267              |                  |
| 2007      | Серебро             |                  | 3                 | 207               | Топ 10 из 2006.  | Топ 10 из 2006.  |                  |
| 2008      | Дима Билан          |                  | 1                 | 272               | 3                | 135              |                  |
| 2009      | Анастасија Прихотко |                  | 11                | 91                | Земља домаћин    | Земља домаћин    |                  |
| 2010      | Петар Налич & Бенд  |                  | 11                | 90                | 7                | 74               |                  |
| 2011      | Алексеј Воробјов    |                  | 16                | 77                | 9                | 64               |                  |
| 2012      | Бурановске бабушке  |                  | 2                 | 259               | 1                | 152              |                  |
| 2013      | Дина Гарипова       |                  | 5                 | 174               | 2                | 156              |                  |
| 2014      | Сестре Толмачјове   |                  | 7                 | 89                | 6                | 63               |                  |
| 2015      | Полина Гагарина     |                  | 2                 | 303               | 1                | 182              |                  |
| 2016      | Сергеј Лазарев      |                  | 3                 | 491               | 1                | 342              |                  |
| 2017      | Јулија Самојлова    |                  | Одустали су       | Одустали су       | Одустали су      | Одустали су      |                  |
| 2018      | Јулија Самојлова    |                  | Нису се пласирали | Нису се пласирали | 15               | 65               |                  |
| 2019      | Сергеј Лазарев      |                  | 3                 | 370               | 6                | 217              |                  |
| 2020      | Little Big          |                  | Отказано          | Отказано          | Отказано         | Отказано         |                  |
| 2021      | Манижа              |                  | 9                 | 204               | 3                | 225              |                  |
| 2022–2025 | Није учествовала    | Није учествовала | Није учествовала  | Није учествовала  | Није учествовала | Није учествовала | Није учествовала |

- 1996. године Русија није прошла кроз претквалификације

## Историја гласања (1994—2011)
Русија је највише гласова до сада упутила ка:
| Ренкинг | Држава    | Поени |
| ------- | --------- | ----- |
| 1.      | Украјина  | 67    |
| 2.      | Јерменија | 51    |
| 3.      | Норвешка  | 48    |
| =       | Француска | 48    |
| 5.      | Грчка     | 42    |

Русија је највише поена добила од:
| Ренкинг | Држава     | Поени |
| ------- | ---------- | ----- |
| 1.      | Естонија   | 118   |
| 2.      | Летонија   | 95    |
| 3.      | Израел     | 87    |
| 4.      | Украјина   | 86    |
| 5.      | Белорусија | 85    |
| =       | Литванија  | 85    |
| 27.     | Србија     | 21    |

У табеле нису урачунати гласови из полуфинала!!!

## Организовање Песме Евровизије
| Година | Град домаћин | Место одржавања                      | Водитељи                                                       |
| ------ | ------------ | ------------------------------------ | -------------------------------------------------------------- |
| 2009   | Москва       | Олимпијски Спортски комплекс, Москва | ПФ Наталија Водијанова и Андреј Малахов - Ф Алсу и Иван Ургант |